# سازمان ارتش سری
سازمان ارتش سری (Organisation armée secrète) سازمانی سری بود که در فاصله سال‌های ۱۹۶۱ و ۱۹۶۲ میلادی به‌وجودآمد و در آن تعدادی از نظامیان فرانسوی مقیم الجزایر (الجزایر فرانسه) کوشیدند تا به‌زور مانع از استقلال الجزایر شوند.
ارتش سری را برخی از نظامیان افراطی فرانسه و افراد معمولی فرانسوی ساکن الجزایر تشکیل دادند و تشکیل آن هنگامی بود که دولت فرانسه به ریاست‌جمهوری ژنرال شارل دو گل خواستار استقلال مستعمره فرانسه یعنی الجزایر گردید.